# Achyrolimonia trigonella
Achyrolimonia trigonella är en tvåvingeart som först beskrevs av Alexander 1932.  Achyrolimonia trigonella ingår i släktet Achyrolimonia och familjen småharkrankar. Inga underarter finns listade i Catalogue of Life.